# Robert Kral
Robert Kral (Highland Park, Illinois, 28 de febrero de 1926-Corsicana, Texas, 6 de diciembre de 2024) fue un botánico estadounidense.

## Biografía
Trabajó extensamente en el "Instituto de Investigaciones Botánicas de Texas", como profesor y taxónomo. Y luego en el Vanderbilt University Herbarium.

## Algunas publicaciones
- 1960. A revision of Asimina & Deeringothamnus (Annonaceae). Brittonia 12:

- con Wurdack, JJ. 1982. The Genera of the Melastomataceae in the Southeastern United

- 1988. The genus Xyris (Xyridaceae) in Venezuela and contiguous northern South America. Ed. Missouri Botanical Garden

- 1992. A treatment of American Xyridaceae exclusive of Xyris. Ed. Missouri Botanical Garden

- con B. Eugene Wofford. 1993. Checklist of the Vascular Plants of Tennessee. Sida 10, ISSN 0883-1475 ed. ilustr. de BRIT Press, 66 pp. ISBN 1889878243, ISBN 9781889878249

- con Keener, BR. 2003. A new species of Solidago (Asteraceae: Astereae) from north central Alabama. Sida 20: 1589–1594

- con GL Nesom. 2003. Two new species of Liatris ser. Graminifoliae (Asteraceae: Eupatorieae) from the southeastern United States. Sida 20:1573–1584

### Libros
- 1983. A Report on Some Rare, Threatened, or Endangered Forest-Related Vascular Plants of the South vol 1: Isoetaceae Through Euphorbiaceae & vol 2: Aquifoliaceae Through Asteraceae & Glossary. Ed. USDA Forest Service. 2 Vols. 1305 pp.

- 1971. A treatment of Abildgaardia, Bulbostylis and Fimbristylis (Cyperaceae) for North America (SIDA contributions to botany). Ed. Lloyd H. Shinners. 227 pp.

- La abreviatura «Kral» se emplea para indicar a Robert Kral como autoridad en la descripción y clasificación científica de los vegetales.[5]